# ブレンタ川
ブレンタ川（ブレンタがわ、Brenta）は、イタリア北部を流れアドリア海に注ぐ、全長174kmの河川である。

## 流路
トレント県のレヴィーコ湖とカルドナッツォ湖の付近に源を発し南東に流れる。バッサーノ・デル・グラッパ付近でヴェネト平野に出て、キオッジャ南側からアドリア海に注ぐ。